# Mirela Skoko-Ćelić
Mirela Skoko-Kovačević-Ćelić (ur. 24 czerwca 1964 w Bapskach) – chorwacka strzelczyni, trzykrotna olimpijka, medalistka mistrzostw świata i Europy. Siostra Suzany, także uprawiającej strzelectwo.

## Kariera
Specjalizowała się w strzelaniach z pistoletu. Trzykrotna uczestniczka igrzysk olimpijskich (IO 1992, IO 1996, IO 2004). Na każdej z imprez startowała w pistolecie pneumatycznym z 10 m i pistolecie sportowym z 25 m. Najbliżej podium była podczas swojego pierwszego startu – zajęła 4. pozycję w pistolecie sportowym z 25 m. Do wąskiego finału awansowała z ostatniego 8. miejsca, uzyskując jednak najlepszy wynik w rundzie finałowej (99 pkt.) – straty poniesione po rundzie eliminacyjnej spowodowały, że do 3. miejsca zabrakło Chorwatce 2 punktów. W czołowej dziesiątce znalazła się jeszcze 1 raz – była 10. w pistolecie pneumatycznym z 10 m w 1996 roku.
Skoko ma w dorobku 1 medal mistrzostw świata. Jako reprezentantka Jugosławii zdobyła brązowy medal w pistolecie pneumatycznym z 10 m drużynowo podczas turnieju w 1991 roku (skład zespołu: Ksenija Maček, Jasna Šekarić, Mirela Skoko). Jako reprezentantka Jugosławii została drużynową mistrzynią Europy w tej samej konkurencji w 1992 roku. W barwach reprezentacji Chorwacji została indywidualną wicemistrzynią Europy w 2002 roku, przegrywając wyłącznie z Susanne Meyerhoff. W 1993 roku zdobyła brąz igrzysk śródziemnomorskich, oprócz tego startowała w tych zawodach jeszcze w 1991 i 1997 roku, zajmując w obu przypadkach 8. miejsce. 
Osiągnęła kilka miejsc na podium podczas zawodów Pucharu Świata – w pistolecie sportowym z 25 m była na 3. pozycji w Bukareszcie w roku 1986, natomiast w pistolecie pneumatycznym z 10 m stała 2 razy na najniższym stopniu podium (w 1991 roku w Zagrzebiu i 1993 roku w Mediolanie). Zajęła również 2. miejsce w zawodach finałowych Pucharu Świata w Monachium w 1993 roku.
Po zakończeniu kariery została trenerką (jej podopiecznym był m.in. chorwacki strzelec Uroš Kačavenda).

## Wyniki

### Igrzyska olimpijskie
| Igrzyska       | Konkurencja                 | Wynik                               | Miejsce | Źródło |
| -------------- | --------------------------- | ----------------------------------- | ------- | ------ |
| Barcelona 1992 | Pistolet pneumatyczny, 10 m | 380 pkt. (94–97–92–92)              | 11      | [ 10 ] |
| Barcelona 1992 | Pistolet sportowy, 25 m     | 677 pkt. 578 pkt. (290–288)+99 pkt. | 4       | [ 1 ]  |
| Atlanta 1996   | Pistolet pneumatyczny, 10 m | 381 pkt. (97–96–95–93)              | 10      | [ 2 ]  |
| Atlanta 1996   | Pistolet sportowy, 25 m     | 561 pkt. (289–272)                  | 36      | [ 11 ] |
| Ateny 2004     | Pistolet pneumatyczny, 10 m | 381 pkt. (95–97–94–95)              | 15      | [ 12 ] |
| Ateny 2004     | Pistolet sportowy, 25 m     | 569 pkt. (289–280)                  | 27      | [ 11 ] |

### Medale na mistrzostwach świata
Opracowano na podstawie materiałów źródłowych:
| Mistrzostwa    | Konkurencja                            | Wynik             | Miejsce |
| -------------- | -------------------------------------- | ----------------- | ------- |
| Stavanger 1991 | Pistolet pneumatyczny, 10 m, drużynowo | 1125 pkt. (druż.) |         |

### Medale na mistrzostwach Europy
Opracowano na podstawie materiałów źródłowych:
| Mistrzostwa    | Konkurencja                        | Wynik               | Miejsce |
| -------------- | ---------------------------------- | ------------------- | ------- |
| Budapeszt 1992 | Pistolet pneumatyczny, 10 m, druż. | ?                   |         |
| Saloniki 2002  | Pistolet pneumatyczny, 10 m        | 481 pkt. (384+97,5) |         |